# 新圩镇 (新田县)
新圩镇，是中华人民共和国湖南省永州市新田县下辖的一个乡镇级行政单位。

## 行政区划
新圩镇下辖以下地区：
伍家村、白芒村、兰溪村、上禾塘村、仓下坠村、山水塘村、桐木窝村、蒋家村、新圩村、万年村、祖亭下村、杏干村、山占塘村、车田村、道塘村、大岭脚村、梧村、潘溪头村和湾头村。